# Raceland (Louisiana)
Raceland is een plaats (census-designated place) in de Amerikaanse staat Louisiana, en valt bestuurlijk gezien onder Lafourche Parish.

## Demografie
Bij de volkstelling in 2000 werd het aantal inwoners vastgesteld op 10.224.

## Geografie
Volgens het United States Census Bureau beslaat de plaats een oppervlakte van
56,2 km², waarvan 56,1 km² land en 0,1 km² water.

## Plaatsen in de nabije omgeving
De onderstaande figuur toont nabijgelegen plaatsen in een straal van 20 km rond Raceland.